# Eumyndus madagascariensis
Eumyndus madagascariensis är en insektsart som beskrevs av Synave 1956. Eumyndus madagascariensis ingår i släktet Eumyndus och familjen kilstritar. Inga underarter finns listade i Catalogue of Life.